# Ljusdal (comune)
Ljusdal è un comune svedese di 19 125 abitanti, situato nella contea di Gävleborg. Il suo capoluogo è la cittadina omonima.

## Aree naturali
In quest comune si trova il Parco nazionale Hamra.

## Località
Nel territorio comunale sono comprese le seguenti aree urbane (tätort):
- Färila
- Hybo
- Järvsö
- Lillhaga
- Ljusdal
- Los
- Nore
- Tallåsen

## Amministrazione

### Gemellaggi
- Glamsbjerg
- Tynset
- Ikaalinen
- Vinni
- Schlieben